# Insectenspeld

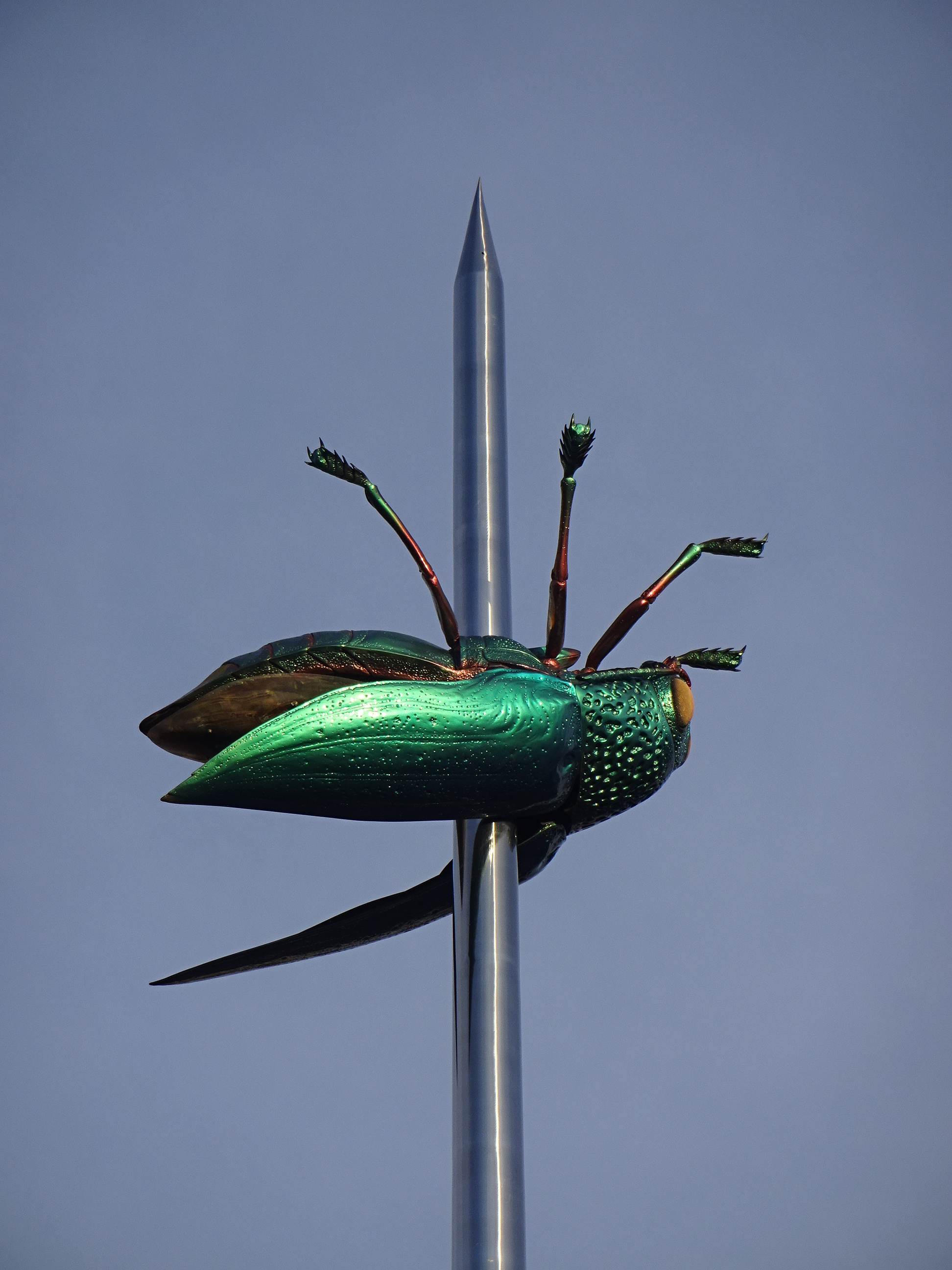
Het kunstwerk "Totem" op het Ladeuzeplein in Leuven bestaat uit een 23 m hoge naald met daarop een kever (van de familie Buprestidae) geprikt, als ware het een deel van een entomologische collectie, 450x uitvergroot

Een insectenspeld of minutienaald is een speciale speld die wordt gebruikt om insecten in een collectie op te prikken. 
Een goede insectenspeld is dun, stevig en van niet-corroderend materiaal gemaakt, meestal van gelakt staal of roestvrij staal. 
Er is een aantal dikten verkrijgbaar, aangeduid met 000, 00, 0, 1, 2, 3, 4, 5, 6 en 7. Insectenspelden zijn ongeveer 45 mm lang (de nummers 6 en 7 zijn langer). 
Gewone spelden zijn te dik, te kort en niet voldoende corrosiebestendig om voor insectencollecties te worden gebruikt, al vinden ze wel toepassing om de ledematen en antennes van insecten in positie te houden bij het drogen.
Een insect wordt op een passende speld geprikt; een te dikke speld brengt onnodig veel schade toe, een te dunne verbuigt te gemakkelijk en het insect (en de etiketjes) gaat er makkelijker op ronddraaien. Nummers 2 en 3 zijn het meest gangbaar.
Ze hebben een kop die kan zijn gestuikt (gemaakt van hetzelfde materiaal als de speld, gemaakt door deze te vervormen) of opgezet, uit kunststof of glas. 
Koploze insectenspelden 00 en 000 worden ook wel door tatoeëerders gebruikt.